# بيتر هوخل
بيتر هوخل Peter Huchel (ولد في 3 أبريل 1903 في ليشترفيلد قرب برلين – ومات في 30 أبريل 1981 في شتاوفن؛ اسمه الأصلي هيلموت هوخل Hellmut Huchel) هو شاعر ومحرر صحفي ألماني.

## حياته
درس هوخل بين عامي 1923 و 1926 الأدب والفلسفة في برلين وفرايبورغ في البرايسجاو وفيينا. قام بعدة رحلات بين عامي 1927 و 1930 إلى فرنسا ورومانيا والمجر وتركيا.
وفي عام 1930 قرر تغيير اسمه الأول إلى بيتر، وفي تلك السنة ربطته الصداقة بكل من إرنست بلوخ وألفريد كانتوروفيتش وفريتس شتيرنبرج، قبل أن يسكن في عام 1931 في مستوطنة الفنانين في برلين Künstlerkolonie في ميدان لاوبنهايمر Laubenheimerplatz، وقد سكن بعض الوقت مع كانتوروفيتش وشتيرنبرج. وفي الفترة بين عامي 1930 و 1936 ظهرت باكورة أعماله الشعرية التي كانت مصطبغة بروح الطبيعة في منطقة المارك، ونشرت هذه القصائد في عدة مجلات وصحف أدبية. وفي عام 1931 نشر دراسته النثرية بعنوان «في عام 1931» Im Jahre 1931 حول نازي من الطبقة الوسطى. وفي عام 1932 منح عن مجموعته الشعرية Der Knabenteich جائزة الشعر من صحيفة Kolonne. وفي نفس العام تعرف على جونتر أيش، وتزوج في 1934 دورا لاسل Dora Lassel وانفصل عنها في عام 1946.
عمل بين عامي 1934 و1940 مؤلفا إذاعيا لإذاعة الرايخ في برلين Rechssender Berlin وكذلك Deutsche Kurzwellensender. وفي تمثيليات مثل «الفتاة والطفل» 1935 Die Magd und das Kind ومارجاريته مينده 1939 Margarethe Minde تبرز قدرته على التعبير عن القضايا السياسية في أسلوب موجز ومؤثر. وفي عام 1941 بدأ خدمته العسكرية في سلاح الجو الألماني في الحرب العالمية الثانية، ووقع في الأسر لدى القوات السوفييتية في عام 1945.
بدأ هوخل في عام 1945 العمل دراماتورج ومحرر شخصي لرئيس الإرسال في إذاعة ألمانيا الشرقية. رقي في عام 1946 إلى رئيس الدراماتورجيين ثم إلى رئيس إرسال ثم أخيرا في عام 1947 إلى مدير للشئون الفنية. وفي أعماله المنشورة في عام 1948 التي كتبها بعد عام 1925 يتبدي التناقض بين صورة الطفولة وبين تجارب الحرب والهروب.
وفي عام 1949 أصبح هوخل عضوا في مركز القلم في ألمانيا. وفي نفس العام أصبح رئيسا لتحرير مجلة «الشكل والمعنى» Sinn und Form التي أسسها يوهانس بيشر وباول فيجلر التي تصدرها الأكاديمية الألمانية للفنون في برلين الشرقية، والتي كان هوخل عضوا بها بين عامي 1952 و 1971. تم منحه الجائزة القومية لألمانيا الشرقية في عام 1951 Nationalpreis der DDR. تزوج من مونيكا روزنتال في سنة 1953. وبعد بناء السور في عام 1961 هوجم هوخل بسبب آراءه الناقدة للنظام. ونتيجة لذلك فقد انسحب في العام التالي من رئاسة تحرير «الشكل والمعنى» احتجاجا.
حصل في عام 1963 على جائزة تيودور فونتانه في نفس العام الذي نشرت فيه مجنوعته الشعرية «طرق عمومية» Chausseen, Chausseen في إحدى دور النشر في ألمانيا الغربية. ولأنه قبل الجائزة البرلينية الغربية فقد حظر عليه في العام التالي النشر في ألمانيا الشرقية أو السفر. وهكذا لم يستطع أن يحصل على وظيفة تدريس للشعر في جامعة فرانكفورت بعد دعوته في عام 1965، ولم يستطع كذلك أن يسافر خارج البلاد لتسلم الجائزة الفنية الكبيرة من ولاية نوردراين فيستفالن في عام 1968. وفي عام 1968 تم فرض المراقبة على الرسائل المرسلة إليه. وقد عبر هوخل في شعره بأسلوب بليغ عن المضايقات المهينة للكرامة الإنسانية التي كان يتخذها جهاز أمن الدولة.
وبعد وساطة من أكاديمية الفنون في ألمانيا وكذلك رئيس مركز القلم الدولي وتدخل الأديب هاينريش بول، تم منح هوخل في عام 1971 الإذن بالسفر من ألمانيا الشرقية، وغادر منزله في Wilhelmshorst إلى الأبد.
عاش في الفترة التالية في فيلا ماسيمو Villa Massimo في روما، ثم استقر في شتاوفن في البرايسجاو. وفي عام 1971 نشر مجموعته الشعرية «أيام معدودة» Gezählte Tage وفيها أعماله التي كتبها بعد عام 1963.

## جوائز حصل عليها
منح في عام 1972 جائزة الدولة النمساوية للأدب الأوروبي، وجائزة أندرياس جريفيوس وخاتم ليسنج والجائزة الأدبية من الماسونيين الألمان في عام 1974. وفي عام 1977 منح جائزة أوروباليا Europalia-Preis. ومنح في عام 1979 ياكوب بوركهارت وجائزة أيشندورف الأدبية. وفضلا عن ذلك فقد كان عضوا في الأكاديمية البافارية للفنون الجميلة والأكاديمية الألمانية للغة والأدب.
وتكريما لذكرى بيتر هوخل فقد أنشأت جائزة بيتر هوخل Peter-Huchel-Preis في عام 1984، وقد أنشأتها ولاية بادن فورتمبرج وإذاعة الجنوب الغربي Südwestrundfunk.

## من أعماله
- قصائد 1948
- طرق عمومية (قصائد 1963)
- مصيدة النجوم 1968
- أيام معدودة (قصائد 1972)
- الساعة التاسعة
- كيف يكتب المرء الشعر Wie soll man da Gedichte schreiben

## روابط خارجية
- بيتر هوخل على موقع مونزينجر (الألمانية)
- بيتر هوخل على موقع ديسكوغز (الإنجليزية)